# Kloster Selnau

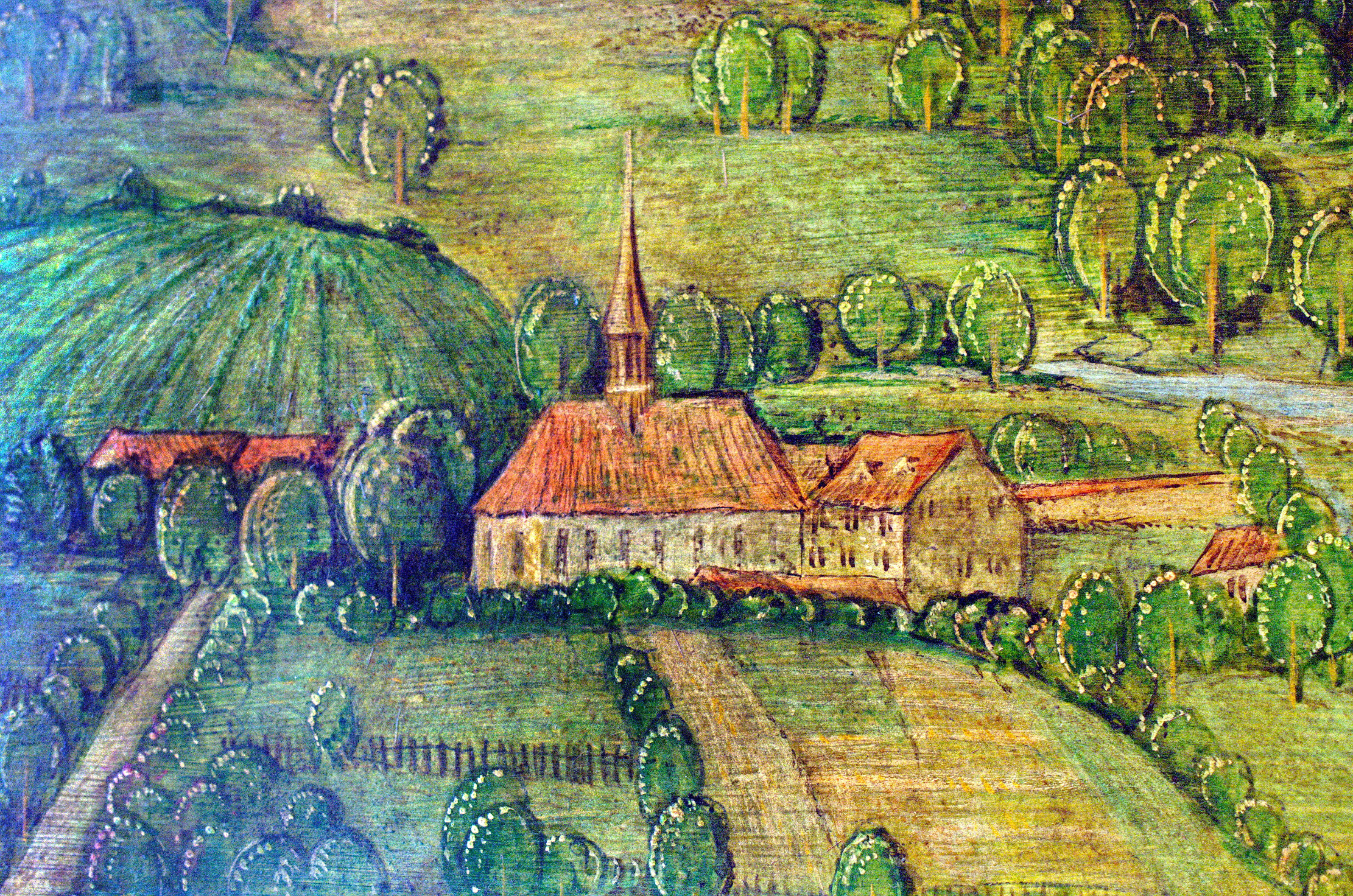
Das Kloster Selnau auf dem Altarbild von Hans Leu, um 1500

Das Zisterzienserinnen-Kloster Selnau in der Schweizer Stadt Zürich wurde 1256 gegründet und wie das Kloster St. Martin im Zuge der Reformation 1525 aufgelöst. Der Name findet sich erstmals 1256 in der Form Seldenouwe bezeugt und ist zusammengesetzt aus mittelhochdeutsch selde ‚Wohnung, Herberge‘ und ouwe ‚Gelände am Wasser‘.

## Lage

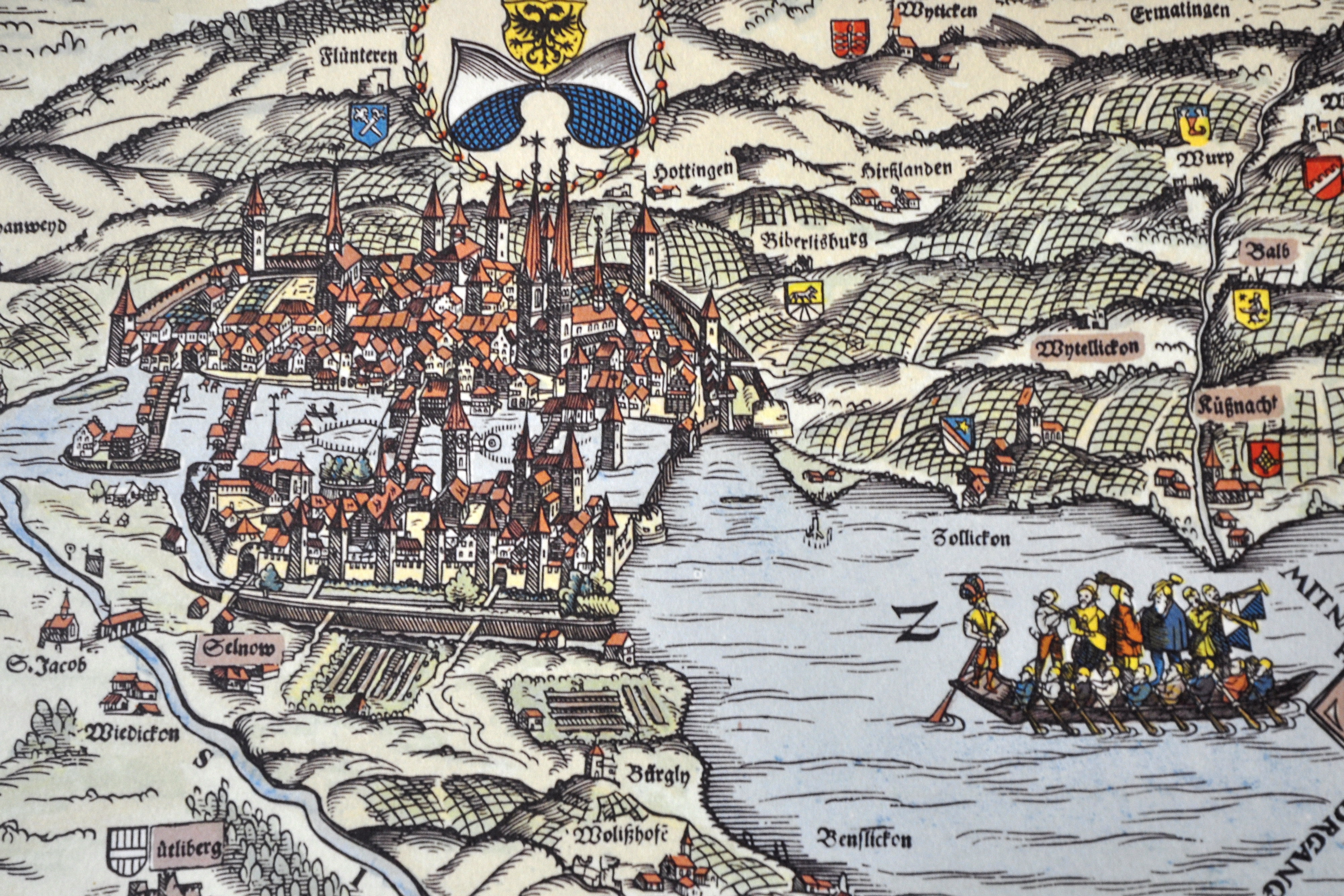
Das ehem. Kloster Selnouw auf der Kantonskarte von Jos Murer, 1566 (links unten)

Die Gebäude des Konvents wurden ausserhalb der mittelalterlichen Stadtmauern im Bannkreis der Stadt Zürich zwischen Sihl und der Landstrasse nach Baden erbaut. Heute liegt das Areal im Stadtteil Selnau des Quartiers City in der Nähe des Bahnhofs Selnau.

## Geschichte
1256 gründete eine Schwesterngemeinschaft aus Neuenkirch in Zürich mit Hilfe des Bischofs von Konstanz, des Leutpriesters der Kirche St. Peter, Bürgern von Zürich sowie der Adeligen Adelheid und Rudolf von Küssnacht, Ministerialen der Grafen von Kyburg, ein neues Kloster. Adelheid von Küssnacht stiftete ein Gut in Selnau und St. Peter einen Acker, um darauf eine Kirche und einen Friedhof zu errichten. Der Konvent sollte einen eigenen Kaplan haben und Opfer entgegennehmen dürfen. Auch eine Schwesterngruppe von St. Peter trat dem Kloster bei.
Ab 1259/60 war die Ordensgemeinschaft dem der Benediktinerregel folgenden Zisterzienserorden inkorporiert und ab etwa 1266 dem Abt des Klosters Wettingen unterstellt. Da bei der Gründung die Augustinerregel erwähnt war, scheint die Ordensgemeinschaft als Bettelordensniederlassung geplant gewesen zu sein. Der Kern der klösterlichen Besitzungen lag in Wiedikon und Leimbach sowie in der Region der Stadt Zürich.
Der Klosterkonvent umfasste zwischen 20 und 25 Nonnen aus dem niederen Adel und angesehenen Bürgerfamilien aus Zürich und der weiteren Region. In der Schlacht bei St. Jakob an der Sihl wurde das Kloster 1443 stark in Mitleidenschaft gezogen, erst 1483 wurde die Kirche neu geweiht und 1490 die Wiederherstellung abgeschlossen. Im 15. Jahrhundert gelangte der Konvent, wie auch das Kloster am Zürichberg, zunehmend unter die Aufsicht des Zürcher Rats. 1525 erfolgte die Aufhebung des Klosters, in dem noch 21 Klosterfrauen lebten. Das Klostervermögen ging an das Spital, das bis 1767 weiter bestand.

## Gebäude

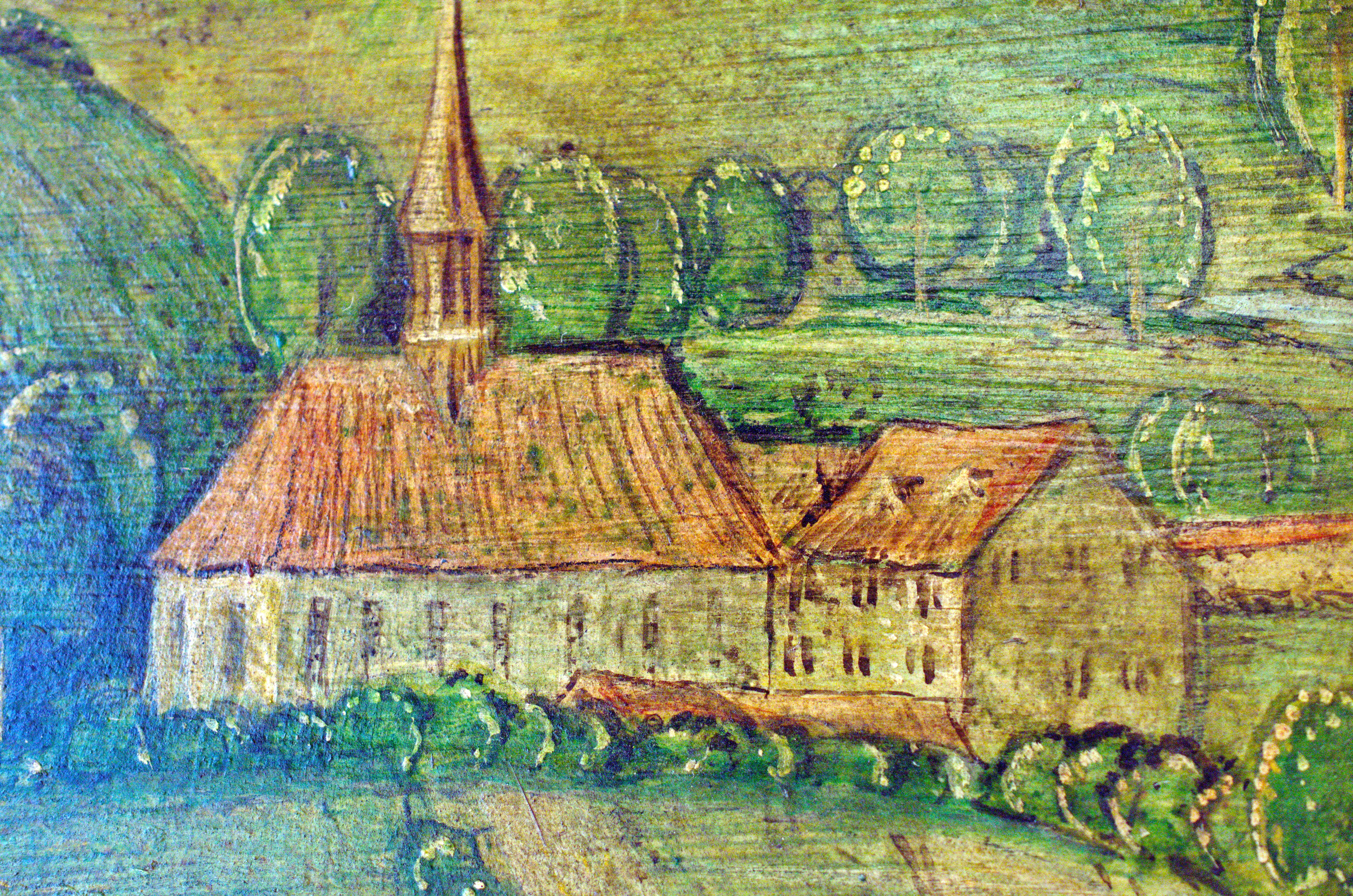
Detailansicht der Klosterkirche auf dem Altarbild von Hans Leu

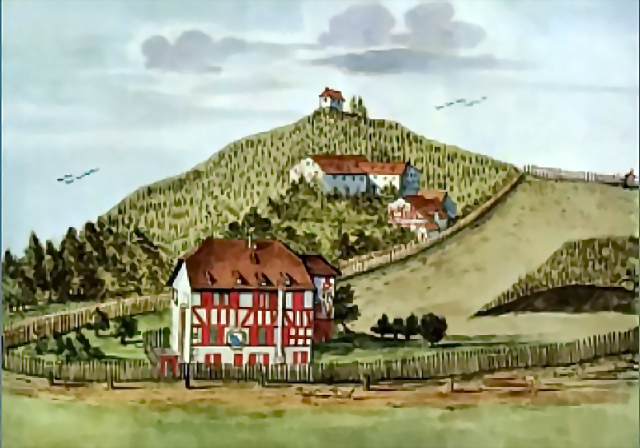
Ulmberg, im Vordergrund das 1767 abgebrannte Asyl für Arme und Kranke. Aquarell um 1650, Zentralbibliothek Zürich, Sammlung Steinfels.

Auf dem von Hans Leu d. Ä. geschaffenen Altarbild aus der Zwölfbotenkapelle des Grossmünsters sind die Klostergebäude am Nordhang des Uetlibergs zu erkennen. Dies ist die einzige zeitgenössische Darstellung der Klosteranlage, in Form einer kleinen Gebäudegruppe auf einer Anhöhe. Die zentrale Kirche (Marienpatrozinium 1273 erwähnt) ist mit polygonalem Chorhaupt und hohem Dachreiter dargestellt, das Schiff weist sieben hohe Fenster auf, mit einem Zwischenraum zwischen dem vierten und fünften Fenster. Dies wird als eine Unterteilung des Kirchenraums gedeutet, mit dem Nonnenchor im Osten und dem Konversenchor im hinteren, westlichen Teil der einschiffigen Saalkirche. Im Westen scheint ein niedriges Gebäude anzuschliessen und ein weiteres zweistöckiges Gebäude, von der Kirche durch eine Mauer getrennt. Auf der Stadtansicht von Gerold Edlibach von 1485 sind davon abweichende, aber nicht detaillierte Merkmale zu erkennen. Urkundlich belegt sind die Kirche mit dem Kirchhof und Klostertor, das Kapitelhaus, der Kreuzgang, ein Dormitorium, das Haus des Kaplans, ein Gasthaus und verschiedene Wirtschaftsgebäude, dazu die Stube der Nonnen mit Ofenheizung sowie ein Siechen- und ein Badhaus.
1528 beschloss der Rat von Zürich, die Klostergebäude des während der Reformation aufgehobenen Konvents abzubrechen und «was darvon an Dach, Steinen und anderem nützlich und gut erfunden wird» zur Aufrichtung der Papierwerd und anderer Gebäude der Stadt zu verwenden. Ein Gebäude wurde als Herberge und Lazarett beziehungsweise Asyl für Arme und Kranke bis nach einem Brand im Jahr 1767 weiter genutzt. In der Neuauflage des Buches Das Alte Zürich von 1878 erwähnt Arnold Nüscheler, «das Kloster habe sich an der Stelle der Anlage vor dem Bezirksgericht (heute Amtsvormundschaft) befunden». Erwähnt wird die Ausrichtung der Kirche nach Osten, im Süden und Norden hätten sich die Zellen der Nonnen und auf der Westseite die Wirtschaftsgebäude angeschlossen. An dieser Beschreibung hatte sich die archäologische Erforschung orientiert und konnte im Wesentlichen die Angaben bestätigen.

## Archäologische Befunde

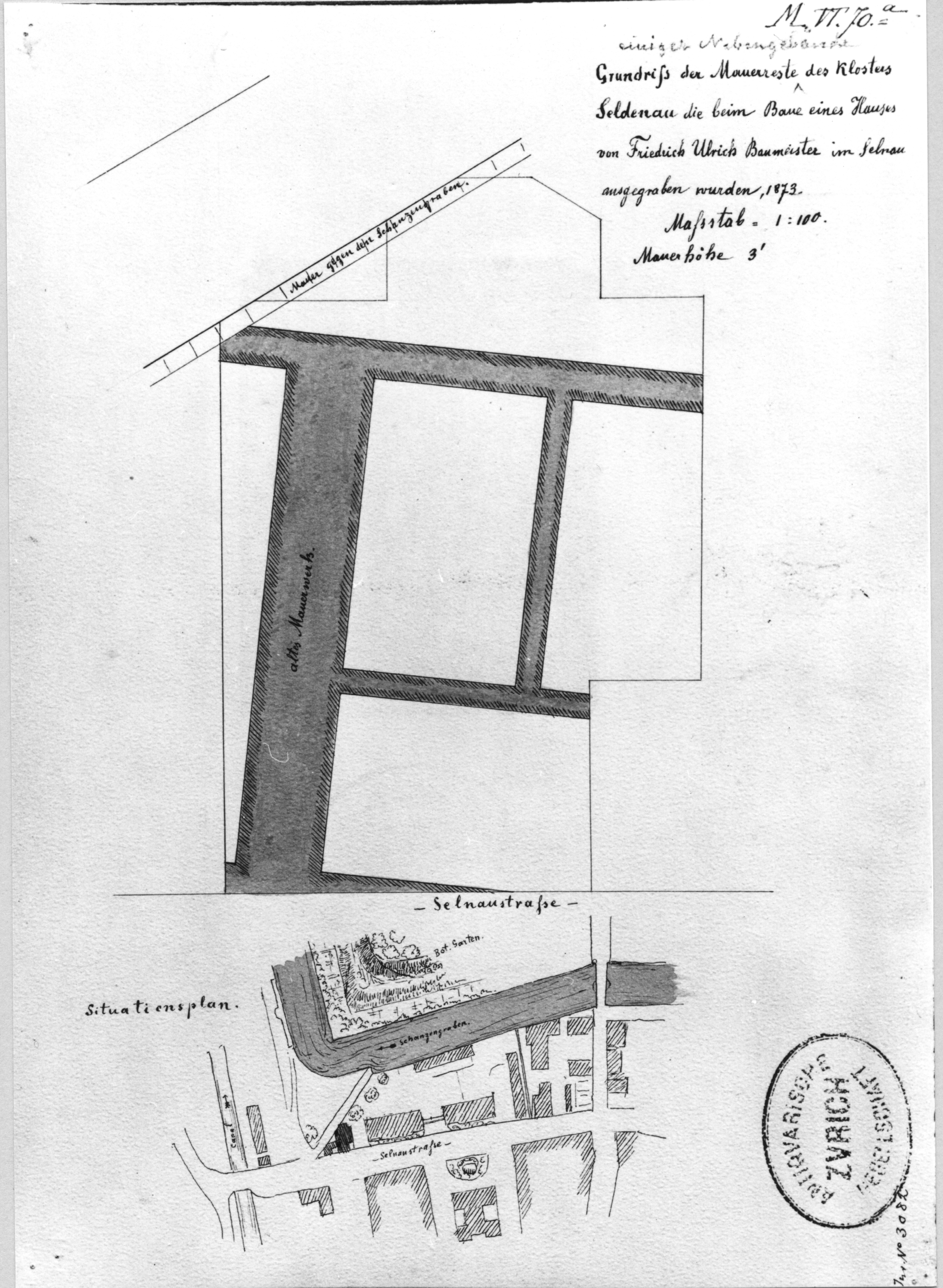
Mauerreste der Ausgrabung von 1873

1976 fanden sich bei Arbeiten am Werkleitungsgraben zwei parallele Mauern und zwei Gräber. Die Überreste des Klosters und eines anliegenden Friedhofs wurden 1998 und 2004 im Gebiet der Gerechtigkeits-, Friedens- und Flössergasse bei Strassenarbeiten archäologisch erfasst.
Die Gebäude des Klosters wurden nach der Reformation so gründlich abgebrochen, dass nur noch wenige Baureste im Boden erhalten sind. Die Ausrichtung und Abmessungen der Klosterkirche konnten bestimmt werden, nachdem die Westmauer, die Südwestecke der Kirche und ein grösseres Stück des ehemaligen Fussbodens der Kirche an der Selnaustrasse 18/20 freigelegt worden waren. Gleichzeitig wurden Skelette des benachbarten ehemaligen Asyls für Arme und Kranke entdeckt, die vermutlich in grosser Eile bestattet wurden. Bei den Toten könnte es sich um Opfer der Pestepidemie von 1611 gehandelt haben.